# Одностатевий світ (фантастика)
Відносно поширеним мотивом у фантастиці є існування одностатевих світів або одностатевих спільнот. Ці вигадані спільноти вже давно є одним із основних способів дослідження особливостей статі та гендеру у науковій фантастиці та фентезі, особливо у феміністичній науковій фантастиці. Багато з них передують широко поширеному розрізненню гендеру та статі та поєднують їх.
У вигаданому контексті ці спільноти часто виникають через знищення однієї статі через війни або стихійні лиха та хвороби. Суспільства можуть бути зображені як утопічні чи антиутопічні, як це видно в чуттєвих історіях про репресивні матріархати.

## Жіночі світи
У літературі та міфології існує давня традиція місць лише для жінок, починаючи з амазонок і закінчуючи деякими прикладами феміністичних утопій. У фантастичній літературі уявлялося, що світи, призначені лише для жінок, виникають, серед інших підходів, через дію хвороби, яка знищує чоловіків, разом із розвитком технологічних або містичних методів, які дозволяють жінкам розмножуватися партеногенно. Суспільства не обов'язково можуть бути лесбійськими чи взагалі сексуальними — відомим раннім безстатевим прикладом є Їїзем'я (1915) Шарлотти Перкінс Гілмен.

### В літературі
В епоху пульпи відносно поширеними були матріархальні антиутопії, в яких суспільства, що складалися лише з жінок або контролювалися жінками, були показані непривабливо. У книзі Джона Віндема «Подумай про її шляхи» (1956) чоловіче правління показано як репресивне для жінок, але свобода від патріархату можлива лише в авторитарному кастовому суспільстві, в якому живуть лише жінки. «Незаймана планета» Пола Андерсона зобразила світ, у якому п'ятсот потерпілих від смерті жінок знайшли спосіб нестатевого розмноження, але донька генетично ідентична матері, в результаті чого на планеті з часом з'явилося велике населення, яке повністю складається з «копій» оригінальних жінок. У цьому світі, де живуть лише жінки, люди чоловічої статі вважаються міфічними істотами, і чоловікові, який потрапляє на планету після століть ізоляції, важко довести, що він справді є таким.
Теміскіра, рідний острів амазонської супергероїні коміксів DC Comics Диво-жінки, був створений Вільямом Марстоном, щоб алегоризувати безпеку та безпеку місця, де жінки процвітали окремо від ворожого місця, де домінували чоловіки. Воно регулюється «Законом Афродіти», який говорить: «Смертне покарання для будь-якого чоловіка, який намагається ступити на Теміскіру».
Британський письменник-фантаст Едмунд Купер досліджував цю тему в кількох своїх романах, зокрема «П'ять до дванадцяти» (1968) і «Кому потрібні чоловіки» (1972).
Джеймс Тіптрі-молодший, жінка, що писала під чоловічим псевдонімом, як дві головні теми досліджувала сексуальний потяг і стать; у своїй відзначеній нагородами «Г'юстон, Г'юстон, ти читаєш?» (зібрано в Її дим здіймався назавжди) вона представляє суспільство лише жінок після вимирання чоловіків від хвороб. У суспільстві немає стереотипно «чоловічих» проблем, таких як війна і злочинність, але лише нещодавно відновилися дослідження космосу. Жінки розмножуються шляхом клонування, а чоловіків вважають смішними.
Такі світи часто зображували лесбійські та феміністські авторки. Використання лише жіночих світів дозволяє досліджувати їм жіночу незалежність і свободу від патріархату.
Письменниці-феміністки часто показують, що суспільство, в якому складаються лише жінки, є утопічним. Кілька впливових феміністичних утопій такого роду були написані в 1970-х роках; найчастіше досліджувані приклади включають Джоанну Расс Жіночий чоловік, Сюзі Маккі Чарнас Голдфастські хроніки. Жіночі спільнооти можуть розглядатися як екстремальний тип упередженого співвідношення статей, ще одна поширена тема наукової фантастики.
Деякі лесбійські сепаратистські авторки використовували лише жіночі суспільства, щоб додатково стверджувати, що всі жінки були б лесбійками, якби не мали можливості сексуального спілкування з чоловіками, як у «Aмоніт» (1993) Ніколи Гріффіт. Надзвичайно впливові «Жіночий чоловік» (1975) і «Коли все змінилося» (1972) Джоанни Расс зображують мирне аграрне суспільство лесбійоок, які обурюються пізнішим вторгненням чоловіків, і світ, у якому жінки планують геноцидну війну проти чоловіків, маючи на увазі що утопічне лесбійське суспільство є результатом цієї війни.
«Двері до океану» — феміністичний науково-фантастичний роман Джоан Слончевски 1986 року. У романі показано теми екофемінізму та ненасильницької революції в поєднанні з власними знаннями Слончевськи в галузі біології. Водяний місяць Шора населений жінками, що живуть на плотах, культура та мова яких засновані на спільному використанні та володінні молекулярною біологією, що дозволяє їм розмножуватися шляхом партеногенезу.
Прикладом сучасного антиутопічного жіночого світу є Y: Останній чоловік, у якому зображені один чоловік і мавпа, які пережили катастрофічну подію, що вбила всіх інших чоловіків.
У «Карнавалі» Елізабет Бір (2006) на зеленій планеті серед покинутих інопланетних технологій, які включають, здавалося б, невичерпне джерело енергії, виникло матріархальне, переважно лесбійське суспільство під назвою «Нова Амазонія». Жінки Амазонії агресивні та войовничі, але також прагматичні та захищають свою свободу від Земної Коаліції, де домінують чоловіки, яка прагне їх завоювати. Не довіряючи чоловічій агресії, вони підкорюють своїх чоловіків, меншину, яку вони терплять виключно для розмноження та праці.
Дія фільму Камерона Герлі «Зірки — це Легіон» (2017) розгортається десь на зовнішньому краю Всесвіту, у масі кораблів-світів, що розкладаються, відомих як «Легіон», який подорожує міжзірковими швами. Ніде в Легіоні немає чоловіків. Жінки народжуються та живуть у біологічних істотах, які називаються світами. Жінки, що живуть у Світах, вагітніють без сексу та народжують різноманітних біологічних істот і запасні частини, які використовуються для підтримки життя та функціонування Світів, а отже, і їх цивілізації.
«Слон Шредінгера» Джонатана Фрейма (2018) — це збірка з п'яти новел, які досліджують перенаселення та ідею, що людство запрограмоване підсвідомо підтримувати рівень населення через насильство, війни тощо. Кожна новела розповідає про момент в історії людства, коли жінки жорстоко повстають проти чоловіків, щоб знищити чоловіків, решта жіночого населення вчиться жити у створеному ними світі.

### В інших медіа
Польський фільм 1984 року «Сексмісія» розповідає про антиутопічне суспільство, де всі чоловіки вимерли. Жінки розмножуються шляхом партеногенезу, живуть у репресивному феміністичному суспільстві, де управлінки вчать, що жінки страждали від чоловіків, поки чоловіків не було вилучено зі світу.
«Літія», епізод 17 четвертого сезону ремейку 1995 року Зовнішні межі, показує чоловіка, який був кріогенно заморожений і прокидається у світі, населеному лише жінками. Чоловіки померли через війну та подальший вірус, який вразив чоловіків. Вони розмножуються шляхом штучного запліднення за допомогою замороженої сперми, яка залишилася з часів, коли були чоловіки.
Німецький фільм про вампірів 2010 року «Ми — ніч» досліджує ідею феміністичного сепаратизму. У фільмі жінка-вампір десь наприкінці 1800-х років вчинила геноцид проти вампіра-чоловіка після того, як багато з них уже були вбиті людьми, оскільки вони були «надто необережними» та ризикували стати жертвою людства. Вампірки домовилися одна з одною ніколи не перетворювати інших чоловіків на вампірів.
У всесвіті Mass Effect азарі є моногендерно-пансексуальними видами, які зовні виглядають як «жінки» та використовують жіночі займенники та дескриптори на користь двостатевих видів. Завдяки своїй репродуктивній системі, яка базується на «злитті» нервових систем, а не на обміні генетичним матеріалом, асарі здатні розмножуватися з будь-якою статтю чи видом, але отримане потомство завжди буде асарі.

## Чоловічі світи
Чоловічі спільноти зустрічаються набагато рідше. Джоанна Расс припускає, що це тому, що чоловіки не почуваються пригнобленими, і тому уявити собі світ, вільний від жінок, не означає збільшення свободи та не є таким привабливим.
Найдавнішою згадкою про суцільно чоловіче суспільство, здається, є міф про створення людини титаном Прометеєм, як це записано в «Теогонії» Гесіода VIII століття до нашої ери. Щоб покарати Прометея за його хитрість у Меконі, Зевс сховав вогонь від людей, але Прометей зумів викрасти його назад і повернути людству. Це ще більше розлютило Зевса, який відправив першу жінку, Пандору, щоб жити з людством.
Гесіод пише:
Від неї походить жіночий рід і жіночий рід: від неї — смертоносний рід і плем'я жінок, які живуть серед смертних людей на свою велику біду, не помічники в ненависній бідності, а лише в багатстві.
Згідно з давньогрецькими літописами, існували гаргари — повністю чоловіче плем'я на північних передгір'ях Кавказьких гір, яке щорічно злягалося з амазонками, щоб підтримувати репродуктивність обох племен. Дітей жіночої статі амазонки залишали в себе, а чоловічих віддавали гаргарам. Давньогрецький літописець Страбон згадував, що і гаргари, і амазонки мігрували з Теміскіри.
У II столітті нашої ери Лукіан із Самосати у своїй вигаданій праці «Правдива історія» розповідає, що мешканці Місяця, селенітани, — усі чоловіки, які абсолютно не знають про жіночу стать. Ставши дорослими, вони виходять заміж за чоловіка і мають дітей, завжди чоловічої статі, народжених з їхніх ніг, подібно до того, як Зевс народжує Діоніса зі свого стегна. Серед них є різновид людей, які називаються дендритами, які народжують дітей, вирізаючи й садячи в землю праве яєчко, з якого виростає м'ясоподібне дерево, що дає плід розміром із лікоть, із якого збирають дитинча.
Новела Кордвейнера Сміта 1964 року «Злочин і слава полководця Суздаля» описує суспільство, у якому вимерли всі жінки. У фільмі А. Бертрама Чандлера «Спартанська планета» (1969) представлена лише чоловіча планета Спарта, яка присвячена цінностям мілітаризму, приблизно за зразком давньогрецького міста-держави Спарти.
У творі Етан з Афону (1986) Лоїс Буджолд, натхненна реальним чоловічим релігійним товариством на горі Афон, показує світ, у якому чоловіки ізолювали свою планету від решти цивілізації, щоб уникнути «розбещувального» впливу жінок. Дітей вирощують у маткових реплікаторах, використовуючи яйцеклітини, отримані з тканинних культур. Сюжет роману зумовлений зниженням родючості цих культур. Титулованим «невродливим героєм» є акушер-гей доктор Ітан Уркгарт, чия небезпечна пригода разом із першою жінкою, яку він коли-небудь зустрічав, представляє як майбутнє суспільства, де гомосексуалізм є нормою, так і тривалий сексизм і гомофобію нашого власного світу.
Головний герой фільму Френка Герберта «Біла чума» через терористичні акції в Ірландії втрачає свою родину. У відповідь він розробляє біологічну зброю, яка вбиває лише жінок. Він застерігає світ ізолювати Ірландію, щоб уникнути поширення хвороби. Світові лідери не сприймають загрозу серйозно, і хвороба поширюється по всьому світу.
Пародійний фільм «Гейнігери з космосу» розповідає про групу міжгалактичних гомосексуальних темношкірих чоловіків, які винищують жіноче населення Землі, врешті-решт створюючи утопічний світ лише для чоловіків.
Серія аніме та манги Saber Marionette розповідає про планету XXII століття, колонізовану людьми із Землі, спільноту яких творили єдині вцілілі після подорожі — чоловіки. Протягом трьох століть населяли виключно чоловіки новий світ під назвою «Терра II», які розмножувалися за допомогою технології клонування, доки їм не вдалося створити жіночих андроїдів-маріонеток, створінь, які, хоч і служать своїй меті, діють без розуму, емоцій чи власної волі.
Науково-фантастичне комедійне шоу Лексс в епізоді «Nook» показало планету, повністю населену монахами дивного репресивного ордену, які були змушені витрачати своє життя на переписування книг, які вони не могли прочитати. Вони не знали про існування жінок чи інших форм суспільства.
Серія книг у жанрі гей-фентезі Регеланс Дж. Л. Ленглі описує світ, у якому чоловіки здатні розмножуватися за допомогою реплікативної технології. Хоча серед нижчих класів все ще є жінки, які розмножуються традиційним способом, серед вищих класів, на яких зосереджується серіал, їх немає.
Науково-фантастичний серіал «Орвілл» показав персонажа Бортуса, якого зіграв Пітер Мейкон, який є членом виключно чоловічого суспільства, де жіночі народження дуже рідкісні. У другому епізоді серіалу дитину Бортуса жіночої статі хірургічним шляхом перетворили на чоловічу всупереч його бажанню.
У коміксах DC Гаргаряни — це плем'я грецьких мертвих воїнів, що складається лише з чоловіків, відроджених Зевсом, щоб служити чоловічими аналогами амазонкам Теміскіри, які живуть на острові Таларіон, забороненому для жінок; їхнім королем є спеціально створений гомосексуальний дивовижний воїн Ахілл Вбивця Війни. Роком раніше DC Comics створили чоловічих амазонок Елізіуму, які є гендерно реверсивною версією амазонок Феміди на Землі-11, де домінують жінки; їхнім чемпіоном є принц Дейн з Елізіуму, Диво-людина.

## Неродові світи
Ще інші світи представлені без локальної концепції статі або після того, як гендер став застарілим. У фільмі Мардж Пірсі «Жінка на краю часу» постапокаліптичний світ населений гендерно нейтральними людьми. У «Імперському Радчі» Енн Лекі найвидатніша космічна імперія людства більше не поділяє своє населення за статтю, але деякі нації в інших зоряних системах це ще роблять.

## Безстатеві чи гермафродитні світи
У деяких інших вигаданих світах є спільноти, в яких кожен має більше ніж одну стать, або не має жодної, або може змінити стать. Наприклад:
«Ліва рука темряви» Урсули Ле Гуїн (1969) зображує світ, у якому люди не є ані «чоловіками», ані «жінками», але в різний час мають або жіночі, або чоловічі статеві органи та репродуктивні здібності. Подібні моделі існують у романі Грега Егана «Драбина Шильда» та його повісті «Океанік» або в серії книг «Wraeththu» Шторм Констянтини про оогамну магічну расу, яка виникла з людей-мутантів.
Джон Варлі, який також став відомим у 1970-х роках, також часто пише на гендерні теми. Наприклад, у його збірці оповідань «Вісім світів» (багато зібраних у «Читачі Джона Варлі») і романах людство набуло здатності змінювати стать за будь-якої примхи. Показано, що гомофобія спочатку перешкоджає використанню цієї технології, оскільки вона породжує різкі зміни у стосунках, коли гомосексуальний секс стає прийнятним варіантом для всіх.
У повісті Баррі Брукса Лонґєра «Ворог мій» 1979 року та її екранізації 1985 року Драки — це розумна гермафродитна раса рептилій із планети Дракон, яка розмножується безстатевим шляхом.
У серії романів і оповідань Іена Бенкса «Культура» люди можуть відносно легко (і зворотно) змінювати стать і роблять це.

## Статева сегрегація
Статева сегрегація є ще одним відносно поширеним видом фантастики — фізичне розділення може призвести до суспільств, які по суті є одностатевими, хоча більшість таких творів зосереджується на возз'єднанні статей або, в іншому випадку, на зв'язках, які залишаються між ними, як у творіз Шері Теппер Ворота до країни жінок, Девіда Бріна Сезон слави і Керол Емшвіллер Хлопці. Навіть в одному з епізодів «Дакмена» це спробували зробити.
У романах Роберта Соєра про неандертальський паралакс у наш світ прибуває неандертальець із паралельного світу, де Homo sapiens вимерли, а неандертальці стали домінуючим видом. Неандертальське суспільство є сексуально відокремленим, чоловіки та жінки спілкуються лише кілька днів на місяць, а розмноження свідомо обмежується десятирічними інтервалами.
Іноді сегрегація є соціальною, і чоловіки та жінки взаємодіють обмежено. Наприклад, коли перенаселення відштовхує світ від гетеросексуальності в оповіданні Чарльза Бомонта «Крива людина» (1955), вперше опублікованому в Playboy, гомосексуалісти пригнічують гетеросексуальну меншість, а стосунки між чоловіками та жінками стають незаконними.